# 루시우 플라비우 다 시우바 올리바
루시우 플라비우 다 시우바 올리바 (1986년 8월 29일 ~ )은 브라질의 축구 선수이며 포지션은 공격수이다. K리그에서 뛰었을 때 등록명은 전남 드래곤즈에서는 플라비오였고 대전 시티즌에서는 루시오였다.